# Zajnab bint Dżahsz
Zajnab bint Dżahsz – „Matka Wiernych", jedna z żon Mahometa, a wcześniej małżonka jego adoptowanego syna Zajda bin Harisy. Była również kuzynką Mahometa od strony ojca. Pochodziła z plemienia Banu Asad. Wg Koranu Mahomet ożenił się z nią, aby unieważnić dawne obyczaje przedislamskich Arabów, które zabraniały żenienia się z byłą żoną adoptowanego syna. Inna hipoteza mówi, że zrobił to, by związać się z rodem jej ojca, czyli rodem Abd Szams.